# 迈特·佩罗尼
邁特·佩羅尼·比奧雷吉（西班牙語：Maite Perroni Beorlegui，1983年3月9日—）是一名墨西哥女演員、歌手、音樂製作人和製片人。

## 影視作品
暗慾
三生花

## 外部連結
- 迈特·佩罗尼在互联网电影资料库（IMDb）上的資料（英文）